# Школа за жене
„Школа за жене” је југословенски и српски ТВ филм из 1996. године. Режирао га је Зоран Ратковић а сценарио је написао Љубиша Бачић по Молијеровој комедији.

## Улоге
| Глумац                | Улога                             |
| --------------------- | --------------------------------- |
| Петар Краљ            | Арнолф                            |
| Исидора Минић         | Агнеса                            |
| Младен Андрејевић     | Хорације                          |
| Горан Радаковић       | Ален                              |
| Мира Пеић             | Жоржета (као Мира Пеић-Арменулић) |
| Милан Цаци Михаиловић | Хризалд (као Милан Михаиловић)    |
| Дејан Ђуровић         | Енрик                             |
| Мирослав Жужић        | Оронт                             |

Остале улоге  ▼
| Глумац                | Улога |
| --------------------- | ----- |
| Бојан Жировић         | Нотар |
| Вуче Вучетић          |       |
| Вук Вучетић           |       |
| Александар Михаиловић |       |